# Euclystis plusioides
Euclystis plusioides là một loài bướm đêm trong họ Erebidae.